# Braile inglês
Braille Inglês, também conhecido como Grade 2 Braille,  é o alfabeto braille usado para escrever em inglês. Braille consiste em 250 ou mais letras ( fonogramas ), números, sinais de pontuação, marcas de forma, contrações e abreviações ( logogramas ). Alguns caracteres braille em inglês, como Predefinição:Bc2 ⟨ch⟩  ,  correspondem a mais de uma letra impressa.